# Stazione di Chicago Union
La stazione di Chicago Union (in inglese: Chicago Union Station) è la maggiore stazione ferroviaria di Chicago, Illinois, Stati Uniti. È il principale scalo per i treni locali e nazionali. Fu inaugurata nel 1925 e andò a sostituire la precedente stazione inaugurata nel 1881.

## Movimento
La stazione è servita dalle linee SouthWest Service, Heritage Corridor, BNSF Railway, Milwaukee District West, North Central Service e Milwaukee District North del servizio ferroviario suburbano Metra.